# Установка фракціонування Ріяс
Установка фракціонування Ріяс – підприємство нафтогазової галузі, яке має обслуговувати видобуток сланцевого газу у басейні Джафура. Запуск заводу запланований на 2027 рік.
Фракціонатор в Ріяс, який стане четвертим у Саудівській Аравії (після установок в Рас-Танурі, Джуаймі та Янбу), включений до другої черги облаштування басейну Джафура. В 2023 році завершився тендер на будівництво заводу, переможцем по обом сетам якого із загальною вартістю 3,2 млрд доларів США стала іспанська компанія Tecnicas Reunidas. Завод отримає дві лінії розділення фракції С2+ сукупною потужністю 510 тисяч барелів на добу.
Суміш ЗВГ для фракціонування надходитиме по трубопроводу Джафура – Ріяс. Для видача продукції призначені трубопроводи Ріяс – Джубайль (етан), Ріяс – Джуайма (пропан та бутан) та Ріяс – Катіф (фракція С5+). 
Необхідний для функціонування майданчику паливний газ надходитиме по перемичці Катіф – Ріяс довжиною 8 км з діаметром 300 мм (можливо відзначити, що повз Катіф проходить газопровідний коридор Гарад – Беррі.